# Фрадков, Исаак Самойлович

Памятная доска на здании школы № 9 в Петрозаводске на ул. Антикайнена

Исаак Самойлович Фрадко́в (1927—1998) — педагог, деятель образования, заслуженный учитель Карельской АССР (1959).

## Биография
Родился в семье Самуила Залмановича (Соломоновича) Фрадкова, выпускника Еврейского учительского института в Вильно (1908), и Ривы Пейсаховны Багрецовой.
После окончания семилетней школы в Харькове в июне 1941 года стал курсантом 14-й Харьковской артиллерийской школы специального назначения. С апреля 1945 года в действующей армии, в составе войск 1-го Белорусского фронта. Комиссован по ранению в 1946 году, продолжал нестроевую службу до увольнения в запас в 1954 году.
После окончания в 1954 году физико-математического факультета Ленинградского педагогического института преподавал в Петрозаводской школе рабочей молодёжи.
В 1956—1969 годах — директор Петрозаводской средней школы № 9.
В 1969—1974 годах — преподаватель кафедры педагогики Петрозаводского государственного университета.
В 1974—1981 годах — организатор и первый директор Петрозаводского межшкольного учебно-производственного комбината. В 1981—1987 годах — организатор и руководитель Петрозаводского центра профориентации школьников, в 1987—1991 годах работал в Карельском институте усовершенствования учителей, заместителем директора Петрозаводской школы № 41 по научной работе.
В 1992 году по инициативе И. С. Фрадкова открылась Карельская республиканская очно-заочная школа для одарённых детей. В 1995 году организовал общественную организацию «Педагоги-исследователи Карелии», которая занималась деятельностью по изданию учебно-методических пособий, проводила научно-практические конференции для учителей.

## Сочинения
И. С. Фрадков автор более 480 печатных работ по вопросам педагогики в республиканских и центральных изданиях.
- Навстречу жизни [Из опыта работы Петрозаводской школы № 9]. — Петрозаводск, Госиздат Карельской АССР, 1960 — 48 с.
- Учимся решать задачи: Учебное пособие для старшеклассников и абитуриентов. — Петрозаводск, «Карэко», 1995—167 с. ISBN 5-88129-016-X

## Память
В 1999 году Петрозаводской средней школе № 9 присвоено имя И. С. Фрадкова
На здании Петрозаводской средней школы № 9 в 2000 году установлена памятная доска в честь И. С. Фрадкова.